# Конвой O-704
Конвой O-704 — японський конвой часів Другої світової війни, проведення якого відбувалось у червні 1943 року.
Конвой сформували для проведення групи суден із Рабаула (головна передова база японців на острові Нова Британія, з якої провадились операції на Соломонових островах та сході Нової Гвінеї) до Палау (важливого транспортного хабу на заході Каролінських островів).
До складу конвою O-704 увійшли транспорти «Кінкасан-Мару», «Хеймей-Мару», «Конан-Мару» та «Макассар-Мару», а ескорт складався з мисливців за підводними човнами CH-24 та CH-37.
7 червня 1943 року судна вийшли з Рабаула та попрямували на північний захід.
14 червня в районі за 450 км на південний схід від пункту призначення конвой атакував підводний човен Sargo, який торпедував та потопив «Конан-Мару». Загинуло 4 члени екіпажу. Ескорт скинув чотири глибинні бомби, котрі лише завдали Sargo певних пошкоджень та не завадили повернутись на базу.
15 червня інші судна конвою прибули до Палау.